# Дашаватара
Дашавата́ра, также даша-аватара (санскр. दशावतार, IAST: daśāvatāra), — десять основных аватар Вишну (в некоторых традициях вайшнавизма — Кришны), которые обстоятельно описываются в Пуранах. В философии вайшнавизма аватара (санскр. अवतार, IAST: avatāra) обычно используется для обозначения «воплощения» или «явления», а даша (санскр. दश, IAST: daśa) на санскрите означает «десять». Это так называемые маха-аватары (великие аватары). Список дашаватар даётся в «Гаруда-пуране» (1.86.10-11). Там также выделяются те аватары, чья миссия была наиболее важной. Большинство аватар в этом списке характеризуется как лила-аватары. Первые четыре появились в Сатья-югу (первую из четырёх юг, или эпох, в индуистском цикле времени). Следующие три аватары снизошли в Трета-югу, восьмое воплощение в Двапара-югу и девятое в Кали-югу. Предсказано, что десятая аватара появится в конце настоящей эпохи Кали-юги.
По мнению исследователей, истоки концепции аватар Вишну содержатся уже в Шатапатха-брахмане.
Принятие Будды одним из аватаров Вишну произошло в эпоху Гуптов в период между 330 и 550 году нашей эры. К 8 веку н. э. Будда был объявлен аватаром Вишну в нескольких Пуранах. Мифологии Будды и Вишну имеют ряд структурных и существенных сходств, которые и способствовали ассимиляции Будды как аватара Вишну. Эта ассимиляция свидетельствует об индуистской двойственности по отношению к Будде и буддизму. Вишну также был ассимилирован в Сингальскую Буддистскую культуру.

## Дашаватары
1. Матсья (санскр. मत्स्य, IAST: matsya, «рыба»)[7] — воплотившись в рыбу, Вишну спасает от потопа седьмого Ману — Вайвасвату, а также многих риши и семена всех растений, которые Ману берёт с собой на корабль. По версии «Бхагавата-пураны», Вишну в этой аватаре также убивает демона Хаягриву и возвращает похищенные демоном четыре Веды.
2. Курма (санскр. कूर्म, IAST: kūrma, «черепаха»)[7] — Вишну в виде черепахи погружается на дно Молочного океана, мифологического мирового океана, чтобы спасти погибшие во время потопа ценности. Боги и асуры устанавливают на черепахе гору Мандару в качестве мутовки и, обмотав вокруг неё змея Васуки (Шешу), начинают пахтать океан, из которого добывают амриту, Лакшми, луну, апсару Рамбху, Сурабхи и некоторые другие священные существа и предметы.
3. Вараха (санскр. वराह, IAST: varāha, «вепрь»)[7] — чтобы спасти землю, которую демон Хираньякша утопил в океане, Вишну воплотился в вепря, убил демона в поединке, длившемся тысячу лет, и поднял землю на своих клыках.
4. Нарасимха (санскр. नरसिंह, IAST: narasiṃha, «человек-лев»)[7]. В этой аватаре Вишну избавляет землю от тирании демона Хираньякашипу, которого разрывает на куски, приняв облик Нарасимхи — чудовища с туловищем человека и головой льва.
5. Вамана (санскр. वामन, IAST: vāmana, «карлик»)[7] — царь дайтев Бали, благодаря своим аскетическим подвигам, получил власть над трилокой — тремя мирами (небом, землёй, подземным миром) и подчинил девов. Мать богов Адити воззвала к Вишну о помощи, и тогда он в облике карлика предстал перед Бали и попросил у него столько земли, сколько сможет отмерить своими тремя шагами. Получив согласие, Вишну первыми двумя шагами покрыл всю вселенную, но от третьего шага воздержался, после того, как Бали предложил под него свою голову.
6. Парашурама (санскр. परशुराम, IAST: paraśurāma, «Рама с топором»)[7] — воплотившись в сына брахмана Джамадагни — Парашураму, Вишну истребил множество кшатриев и передал главенство в мире брахманам.
7. Рама (санскр. राम, IAST: rāma, «очаровательный»)[7] — принц и царь Айодхьи, явился в Трета-юге. Воплощение Вишну как идеального царя и мужа.
8. Кришна (санскр. कृष्ण, IAST: kṛṣṇa «тёмный» или «всепривлекающий»)[7] — явился в Двапара-юге вместе со своим братом Баларамой. В таких традициях кришнаизма, как гаудия-вайшнавизм, нимбарка-сампрадая и валлабха-сампрадая, Кришна считается не аватарой, а сваям-бхагаваном — верховной формой Бога и источником как всех аватар, так и самого Вишну. Согласно «Бхагавата-пуране», брат Кришны Баларама был воплощением Ананта-шеши. Большинством течений в вайшнавизме Баларама также принимается как аватара Вишну. В версиях списка дашаватар, в которых не содержится упоминание о Будде, Баларама упоминается как девятая аватара Вишну.
9. Гаутама Будда (санскр. गौतम बुद्ध «просветлённый»)[7] — явился в Кали-югу c целью разубедить асуров в святости Вед и лишить их силы. Второй причиной данного воплощения Вишну было желание выявить порочных и нестойких в вере людей, возбудить в них сомнение в святости Вед и в необходимости исполнять священные обряды, а потом погубить их[8].
10. Калки (санскр. कल्कि, IAST: kalki «вечность», или «время», или «разрушитель порока»)[7] — чёрный Вишну на белом коне, со сверкающим мечом в руке, истребляющий злодеев, восстанавливающий дхарму и подготавливающий грядущее возрождение мира. Это единственная будущая и «мессианская» аватара Вишну, и явится она — согласно пуранической хронологии — в конце Кали-юги, то есть в конце настоящей эпохи в индуистском временном цикле, которая закончится в 428 899 году н. э.

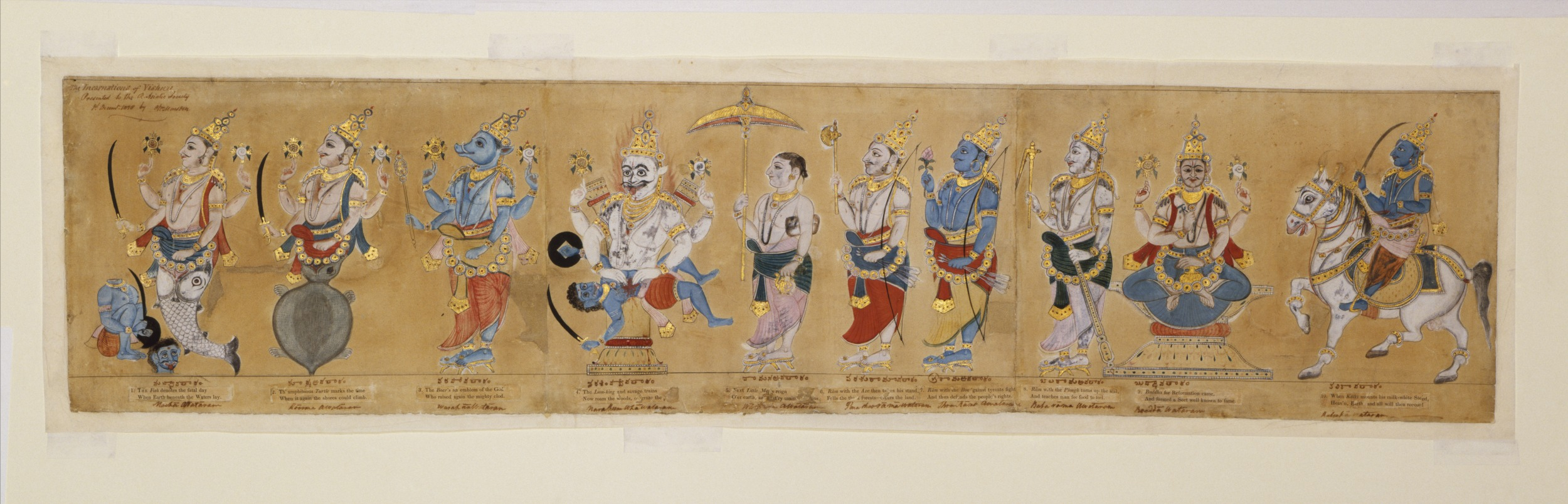
Дашаватара Вишну. 1771-79 гг, Андхра-Прадеш, Индия. Музей Виктории и Альберта, Лондон.